# Li Yin
Li Yin (李因), surnom: Jinsheng (今生), noms de pinceau: Shian (是庵) et Kanshan Nüshi (龛山逸史), née en 1610 ou 1616 à Guaiji (province du Zhejiang), morte en 1685. XVIIe siècle. Chinoise. Peintre d'animaux, paysages, fleurs.

## Les femmes artistes
Les femmes qui ne sont pas nées dans des familles d'artistes trouvent peu de débouchés à leur créativité, mais il existe une autre entrée dans le monde de la peinture. il n'est pas rare que les lettrés et les fonctionnaires prennent des concubines ou fréquentent des courtisanes, qui se doivent d'être des artistes accomplies, ayant suivi une formation picturale. Un personnage riche et puissant peut également employer un grand nombre de jeunes garçons et filles, qui chantent pour lui.
La ville de Yangzhou est célèbre pour la formation des courtisanes issues de familles pauvres. Après avoir été vendues, les filles apprennent à chanter, à jouer des instruments de musique, à jouer aux échecs, à peindre et à calligraphier. Puis elles sont revendues, cette fois à un prix très élevé, à une maison de prostitution ou comme concubines. Si la femme est belle et montre du talent dans les arts, elle peut demander très cher à ses clients. Ma Shouzhen, Xue Susu, Kou Mei, Gu Mei et Li Yin sont des courtisanes devenues des artistes

## Biographie
Femme du peintre Ge Zhengqi (actif dans la première moitié du XVIIe siècle), Li Yin peint des fleurs et des oiseaux dans le style de Chen Shun (1483-1544), Oies sauvages dans les roseaux, est datée 1633. Li Yin est la concubine de Ge Zhengqi. Elle signe ses peintures: «la savante de Haichang». Saison nouvelle est un bon exemple de la thématique et du style de ses œuvres.

## Imitations de styles
Li aime peindre des fleurs à l'encre noire sur la soie. ses peintures ont une composition plus simple que celles de Wen Shu, mais elles ne sont pas aussi délicates. Elles sont pour la plupart des imitations de thèmes de peintures lettrées. Oiseaux et fleurs (Musée de Shanghai, peint en 1634 à l'encre sur soie, représente une pivoine, un magnolia, une rose, un lotus, un hibiscus, une grenade, un hortensia, un chrysanthème et un prunier. Des hirondelles, des moineaux et des rouges-gorges folâtrent parmi les fleurs. La peinture est une imitation de Chen Chun, jusque dans l'utilisation du pinceau et de l'encre.
D'après les commentaires écrits par Ge Zhengqi sur cette peinture, elle l'a réalisée à sa requête alors qu'il est fonctionnaire du gouvernement à Beijing. Par un pluvieux jour d'automne, les fleurs mouillées de sa cour lui évoquent une belle femme maladive et il demande à Li de les peindre. Il admire le spectacle de la pluie et celui de sa peinture. Fleurs aux quatre saisons (Académie d'art d'Honolulu), exécutée quinze ans plus tard, est elle aussi une œuvre à l'encre sur soie et présente un contenu similaire, mais la composition et les traits de pinceau sont plus mûrs et habiles

## Écoles et traditions
Durant les dernières années troublées de la dynastie des Ming, les artistes continuent de suivre les grandes traditions de la peinture chinoise et de les réinterpréter. Certains suivent les traces des Maîtres lettrés, mettant en pratique les prescriptions de Dong Qichang, ou perpétuant les modes académiques de peinture. D'autres font du passé des adaptations plus fortement personnelles et souvent excentriques. Puisés dans l'héritage culturel de la chine, les styles, les recherches et les innovations de la dynastie des Ming composent une part de la tradition chinoise, qui inspire les artistes de la dynastie suivante, celle des Qing

## Musées
- Beijing (Mus. du Palais impérial):
  - Saison nouvelle, éventail, encre sur papier.
  - Oies sauvages dans les roseaux, encre sur papier. 1633.
- Honolulu (Académie d'art d'Honolulu):
  - Fleurs aux quatre saisons, encre sur soie.
- Shanghai:
  - Oiseaux et fleurs, encre sur soie, 1634.